# Tegostoma bahrlutalis
Tegostoma bahrlutalis là một loài bướm đêm trong họ Crambidae.